# 費莉西塔絲·勞赫
費莉西塔絲·勞赫（德語：Felicitas Rauch，1996年4月30日—）是德國職業女子足球運動員，司職後衛，現效力國家女子足球聯賽球隊北卡羅萊納勇氣與德國國家女子足球隊，她曾長年效力女子德甲球隊波茨坦渦輪和狼堡。2024年，勞赫參加巴黎奧運女子足球比賽，獲得一枚銅牌。

## 外部連結
- 德国足球协会上的費莉西塔絲·勞赫（支持德语版）
- 費莉西塔絲·勞赫 – FIFA國際賽競賽紀錄 (存檔)
- 費莉西塔絲·勞赫－UEFA國際賽競賽紀錄
- Soccerway資料庫：費莉西塔絲·勞赫